# Mała Płyta
Mała Płyta – skała w Dolinie Kobylańskiej na Wyżynie Olkuskiej, w gminie Zabierzów, powiecie krakowskim, województwie małopolskim. Znajduje się w dolnej części orograficznie prawych zboczy doliny, pomiędzy Turnią Marcinkiewicza i Szarą Płytą, naprzeciwko Żabiego Konia. Ma postać krótkiego grzebienia skalnego opadającego ze zbocza w kierunku południowo-wschodnim. U podstawy górnej części tego grzebienia znajduje się po północnej stronie duży schron jaskiniowy zwany Garażem.
Dolina Kobylańska jest jednym z najbardziej popularnych terenów wspinaczki skalnej. Skały posiadają dobrą asekurację. Zbudowana z wapieni Mała Płyta znajduje się na terenie otwartym. Ma wysokość 8 m i połogie ściany o wystawie południowej. Przez wspinaczy skalnych zaliczana jest do Grupy Zjazdowej Turni. Wspinacze poprowadzili na niej 2 drogi wspinaczkowe o trudności IV i VI w skali Kurtyki. Dwie z nich mają zamontowane punkty asekuracyjne: ringi (r) i stanowisko zjazdowe.

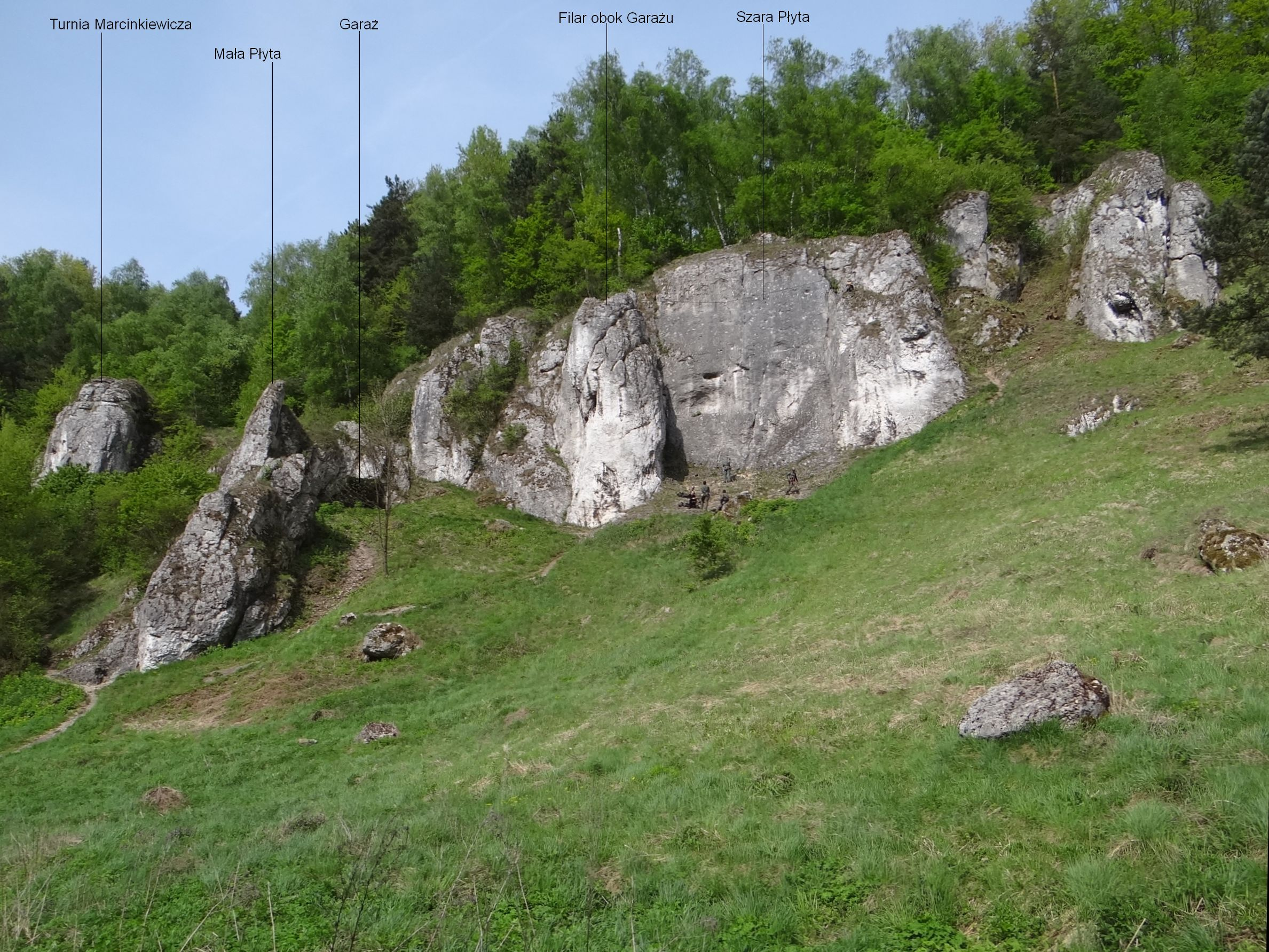
Położenie
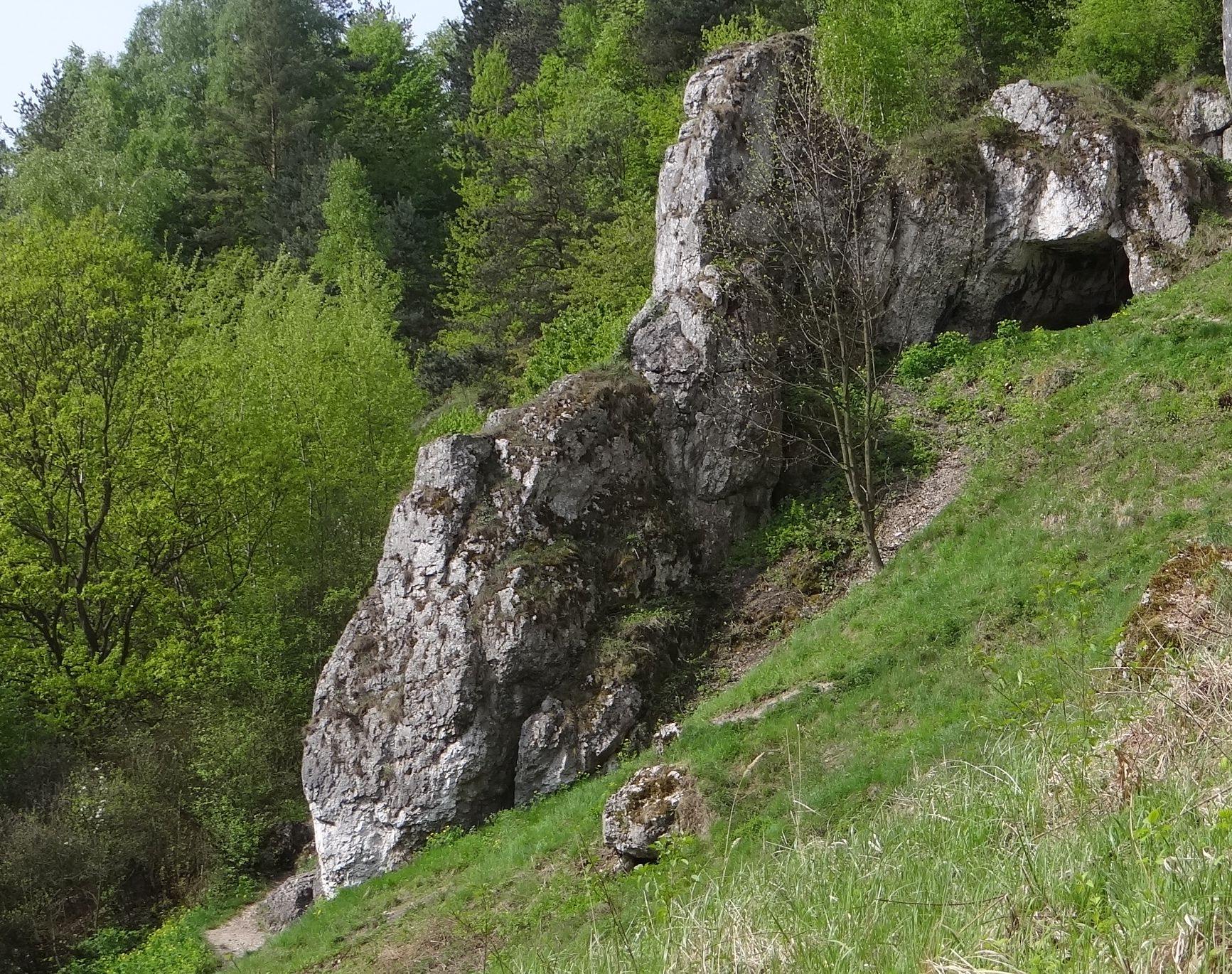
Mała Płyta i Garaż od wschodu
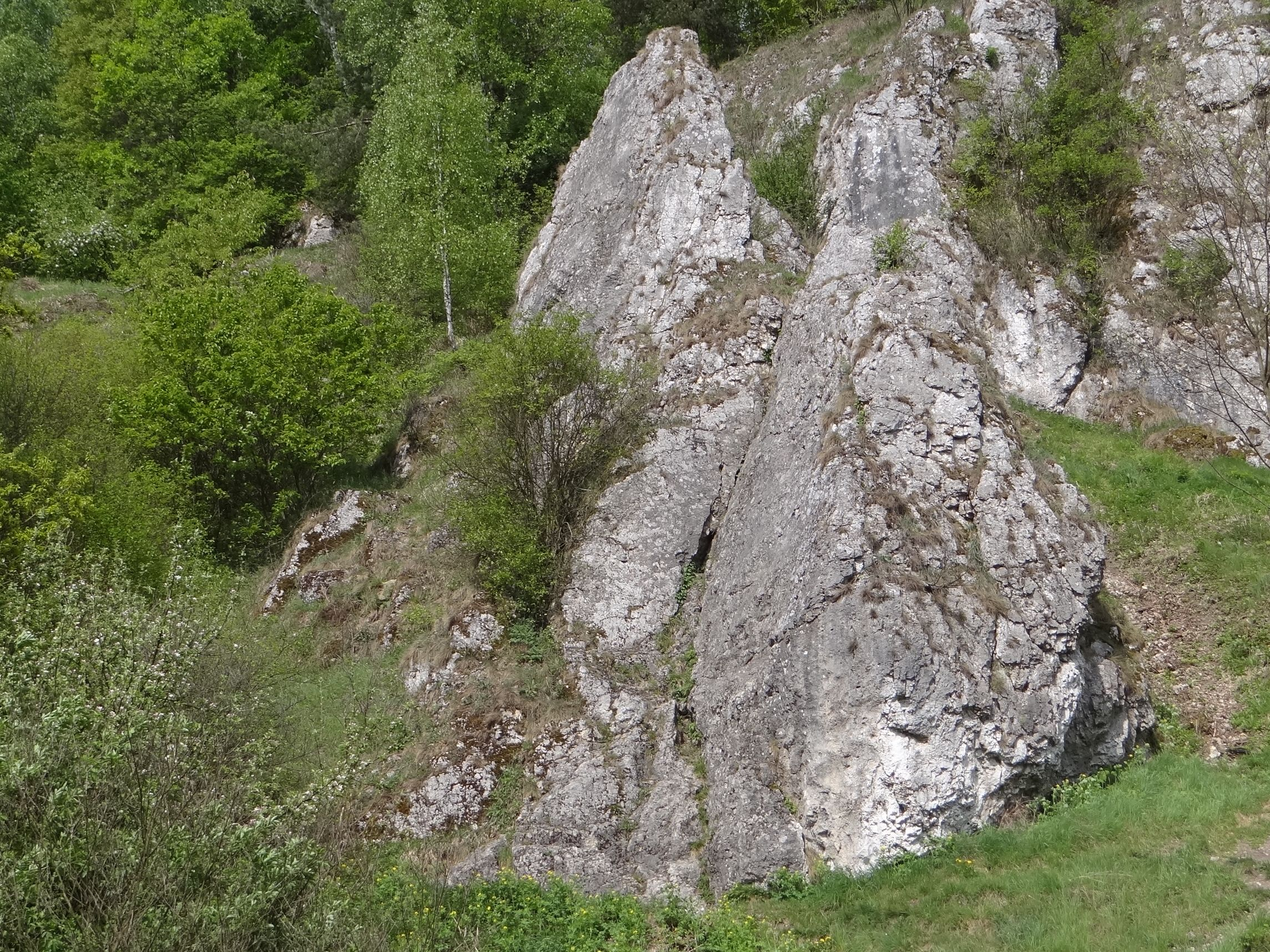
Mała Płyta od południowego wschodu

## Drogi wspinaczkowe
1. Górna Mała Płyta; VI, 4r + st, 8 m
2. Zacięcie Małej Płyty; II, 8 m
3. Dolna Mała Płyta; IV+, 4r + st, 8 m

Mała Płyta wraz ze znajdującą się na przeciwległym zboczu turnią Żabi Koń tworzy tzw. Bramę Kobylańską – obustronnie zamknięte skałami zwężenie doliny.